# Parasigmoidella atypicalis
Parasigmoidella atypicalis är en kackerlacksart som beskrevs av Roth, L. M. 1999. Parasigmoidella atypicalis ingår i släktet Parasigmoidella och familjen småkackerlackor. Inga underarter finns listade i Catalogue of Life.